# Orophotus gracilis
Orophotus gracilis là một loài ruồi trong họ Asilidae. Orophotus gracilis được Scarbrough & Duncan miêu tả năm 2004. Loài này phân bố ở miền Ấn Độ - Mã Lai.